# Execució mitjançant l'ús d'un elefant

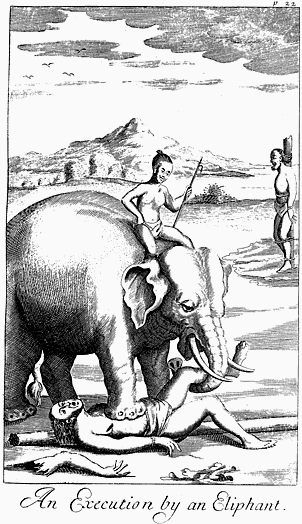
De vegades, els elefants desmembraven el cos dels condemnats, com es mostra en aquest dibuix de 1681 del llibre An Historical Relation of the Island Ceylon, de Robert Knox.

L'execució mitjançant l'ús d'un elefant va ser un mètode d'aplicació de la pena de mort a condemnats al sud i el sud-est asiàtic, especialment a l'Índia, durant gairebé 4.000 anys. Els elefants s'utilitzaven per aixafar, desmembrar o torturar els captius en execucions públiques. Aquest ús dels paquiderms sovint atragué l'interès dels viatgers europeus, que s'horroritzaven en veure-ho i exposaren els fets en nombrosos diaris contemporanis i relats de viatges a l'Àsia. La pràctica va ser suprimida finalment pels imperis europeus que van colonitzar aquesta regió als segles xviii i xix.
Les primeres fonts que parlen d'aquest tipus d'execucions daten de l'antiguitat clàssica. No obstant això, en aquells dies la pràctica ja estava fermament arrelada i va continuar fins al segle xix.
Els romans i cartaginesos també van utilitzar aquest mètode en algunes ocasions. S'esmenta a la Bíblia (al Deuteronomi), a la història de Josep i al llibre Segon de Macabeus quan parla dels egipcis.

## Aspectes culturals
L'ús dels elefants com a botxins estava unit a la seva utilització com a símbol del poder reial. La intel·ligència, domesticitat i versatilitat dels elefants els donava avantatges considerables respecte d'animals salvatges com lleons i ossos, sovint utilitzats pels romans com a mitjà d'execució. Els elefants podien entrenar-se per executar els presoners de formes molt variades, perllongant lentament l'agonia mitjançant tortures o matant la víctima de forma ràpida simplement aixafant-li el cap. El més important és que, a més, estaven sota el control constant del seu conductor, la qual cosa permetia atorgar un perdó d'últim segon en el cas de voler mostrar pietat.
Hom té constància de diversos episodis de perdó d'últim segon en diferents regnes asiàtics. Els reis de Siam, pel que sembla, entrenaven els elefants per fer rodolar lentament el convicte per terra per tal que no fos ferit de gravetat. També s'explica d'Akbar, sultà de l'Imperi Mogol, que «va usar els elefants per a castigar els rebels i que, al final, als presoners presumiblement més castigats se'ls perdonava la vida». Es diu que, en una ocasió, Akbar va arribar a llançar un home als elefants per ser castigat durant cinc dies i, finalment, el perdonà. Per acabar, aquests animals també s'usaven a vegades com una forma d'ordalia, segons la qual el condemnat seria alliberat si aconseguís escapar amb vida de l'elefant.

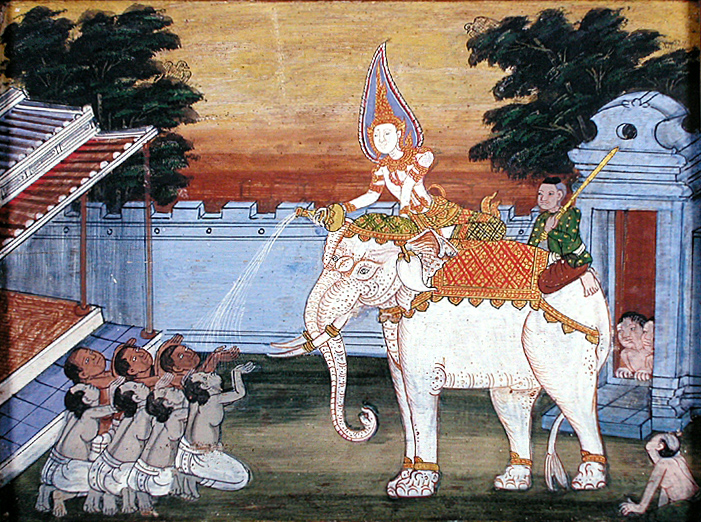
Un elefant blanc reial, símbol del poder a Tailàndia.

Aquesta forma d'ús dels elefants tenia també un caràcter simbòlic. Mitjançant l'elefant es representava el poder reial, de manera que l'execució per aquesta via també era una forma de fer arribar al poble que el poder reial s'encarregava de dispensar la vida i la mort. Els elefants eren, en moltes de les cultures asiàtiques, un símbol de l'autoritat reial —i segueixen sent-ho en alguns llocs, com Tailàndia, on els elefants blancs encara són reverenciats. La seva utilització com a instruments de poder de l'Estat enviava el missatge que el governant era capaç de dirigir les criatures més poderoses que existien, les quals l'obeïen completament: era el governant qui mantenia el domini espiritual i moral sobre les bèsties salvatges, cosa que afegia a la seva autoritat un halo místic davant dels seus súbdits.
La mort provocada per elefants encara és comuna en algunes parts d'Àfrica i el sud d'Àsia, on els humans i els elefants coexisteixen. A Sri Lanka hi moren entre 50 i 100 persones cada l'any en enfrontaments entre humans i elefants. No obstant això, aquests casos són resultat d'elefants salvatges que ataquen humans i no pas d'elefants ensinistrats utilitzats per humans per matar-ne d'altres. Ser aixafat per elefants ensinistrats també és un risc per als cuidadors d'elefants en els zoològics; se'n donen diversos casos a l'any encara que, com en el cas anterior, es tracten d'accidents.
George Orwell, quan treballava com a oficial de policia al govern britànic colonial a Birmània el 1926, es va veure obligat a encarregar-se d'un incident en el qual un elefant domèstic va sortir en estampida i va matar un home atropellant-lo. Orwell descriu aquest incident en el famós assaig Disparant un elefant, en el qual comenta que «la fricció del peu de la gran bèstia havia arrencat la pell de la seva esquena tan netament com s'arrenca la d'un conill».

## Zones geogràfiques

Zona geogràfica on es practicava l'execució per elefant.

L'execució per elefant s'ha utilitzat en diverses parts del món, tant en imperis d'Orient com d'Occident.
Encara que els elefants africans són bastant més grans que els asiàtics, l'ús d'elefants com a mitjà d'execució a l'Àfrica va ser molt menor que a l'Àsia, ja fos en guerres com en cerimònies. Això es pot atribuir al fet que l'elefant africà és molt més difícil de domesticar que l'asiàtic. Alguns dels antics imperis africans sí que van utilitzar elefants, tot i que van fer servir una subespècie que avui en dia està extingida: l'elefant nord-africà. Com a conseqüència de la seva desaparació es desconeix l'abast territorial d'aquesta subespècie i, per tant, fins on arribava el seu ús en execucions o, en canvi, si hi intervenien elefants asiàtics.

## Potències asiàtiques

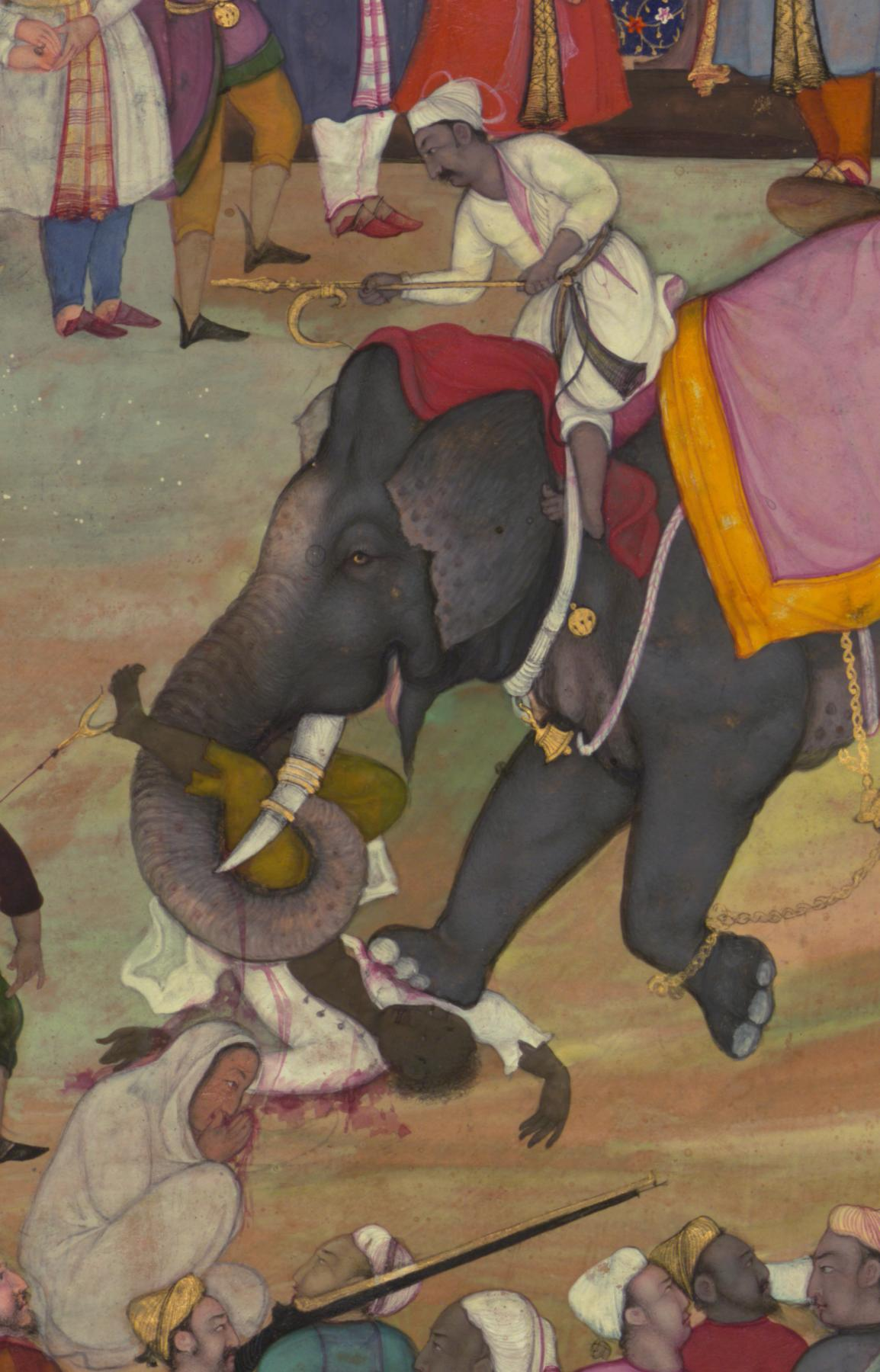
Il·lustració d'una execució a lAkbarnama, la crònica oficial de l'emperador mogol Jalal-ud-Din Muhammad Akbar (1542 - 1605).

### Oest asiàtic
Les execucions amb elefants van ser usades per diversos poders imperials de l'oest asiàtic durant el període medieval. Hom té constància que l'Imperi Romà d'Orient, l'Imperi Sassànida, la dinastia seljúcida i la dinastia dels timúrides van utilitzar aquest mètode. Quan el rei sassànida Còsroes II, que tenia un harem de 3.000 dones i 12.000 esclaves, va ordenar que se li lliurés com a esposa na Hadiqah, filla del cristià àrab Na'aman, aquest es va oposar a permetre que la seva filla cristiana entrés a l'harem d'un zoroastrià; per la seva oposició va ser condemnat a mort mitjançant aixafament per elefant.
Aquesta pràctica sembla que es va adoptar en diferents parts del mig oest musulmà. El rabí Petahia de Ratisbona, viatger jueu del segle xii, va comentar una execució d'aquest tipus que va presenciar durant la seva estada al nord de Mesopotàmia:
| « | A Nínive hi ha un elefant. El seu cap no és prominent. És gran i menja aproximadament dos vagons plens de palla d'una sola vegada; la boca està a l'altura del seu pit i, quan vol menjar, l'elefant estén els llavis per prendre la palla i portar-se-la a la boca. Quan el sultà condemna qualsevol persona a la pena de mort li diuen a l'elefant: «aquesta persona és culpable», i llavors l'animal eleva l'acusat amb el llavi i el mata. | » |

### Sud d'Àsia

#### Sri Lanka
Els elefants van ser molt utilitzats al subcontinent indi i al sud-est asiàtic com a mitjà d'execució. El mariner anglès Robert Knox, en un text de 1681, descriu un mètode d'execució per elefant que va veure durant la seva captivitat a Sri Lanka:
| « | El rei els utilitza per a les execucions: travessen el cos amb els seus ullals i després el fan a trossos i li arrenquen membre per membre. Tenen un ferro esmolat amb tres vores, que li posen als ullals en determinades ocasions. | » |

Un viatger del segle xix, James Emerson Tennent, comenta que «un cap de Sri Lanka, que havia estat testimoni d'aquestes escenes, ha assegurat que els elefants en cap cas van usar els seus ullals sinó que, posant el peu damunt de la víctima prostrada, arrencaven un a un els seus membres amb moviments sobtats de les seves potes». Robert Knox va fer una descripció gràfica d'aquest mètode mitjançant un famós dibuix que va incloure en el seu llibre An Historical Relation of the Island Ceylon.
Per la seva banda, el diplomàtic britànic Sir Henry Charles Sirr va recollir la descripció de la visita que va fer a un dels elefants que havien estat usats per Sri Vikrama Rajasinha, l'últim rei del Regne de Kandy, per executar criminals. L'aixafament per elefant va ser abolit pels britànics una vegada van prendre el regne el 1815, però l'elefant del rei seguia viu i, evidentment, recordava els seus antics deures. Sirr comenta:
| « | Durant la dinastia nadiua era una pràctica habitual entrenar elefants per matar els criminals aixafant-los. Aquestes criatures havien estat ensinistrades per perllongar l'agonia dels captius aixafant-los els membres i evitant les parts més vitals del seu cos. Amb l'últim rei tirà de Kandy aquest era el mètode d'execució favorit i, atès que durant el nostre viatge un dels elefants executors es trobava a l'antiga capital, estàvem ansiosos de provar la sagacitat i memòria de l'animal. L'animal era clapejat, d'una grandària enorme i es trobava dempeus i silenciós amb el seu cuidador assegut sobre el seu coll. El noble que ens acompanyava va demanar a l'home que desmuntés i es posés dempeus al seu costat. Llavors, el cap va donar una ordre a la criatura: «mata el miserable!». L'elefant va aixecar la seva trompa i la va girar, com si estigués agafant a un humà; llavors va començar a fer moviments com si diposités l'home davant d'ell, va aixecar a poc a poc la seva pota davantera, col·locant-la alternativament en els llocs en les quals haurien estat els membres del condemnat. L'elefant va continuar fent-ho durant uns minuts; després, com si ja estigués satisfet que els ossos estiguessin trencats, l'elefant va aixecar la seva trompa sobre el seu cap i es va quedar quiet; el cap llavors li va ordenar «acabar la feina» i la criatura immediatament va col·locar un peu on hauria estat l'abdomen de la víctima i l'altre sobre el seu cap, aparentment usant tota la seva força per aixafar i acabar amb el patiment del condemnat. | » |

#### Índia
Els elefants es van utilitzar a l'Índia com la forma d'execució preferent durant segles. Els governants hindús i musulmans executaven «sota els peus dels elefants» defraudadors d'impostos, rebels i soldats enemics, sense fer distinció. Les antigues Lleis de Manu, escrites al voltant del segle ii aC, condemnaven a l'execució mitjançant aixafament per elefant en multitud d'ofenses. En cas de robatori, per exemple, «el rei faria que qualsevol lladre capturat en connexió amb aquesta desaparició fos executat per un elefant».

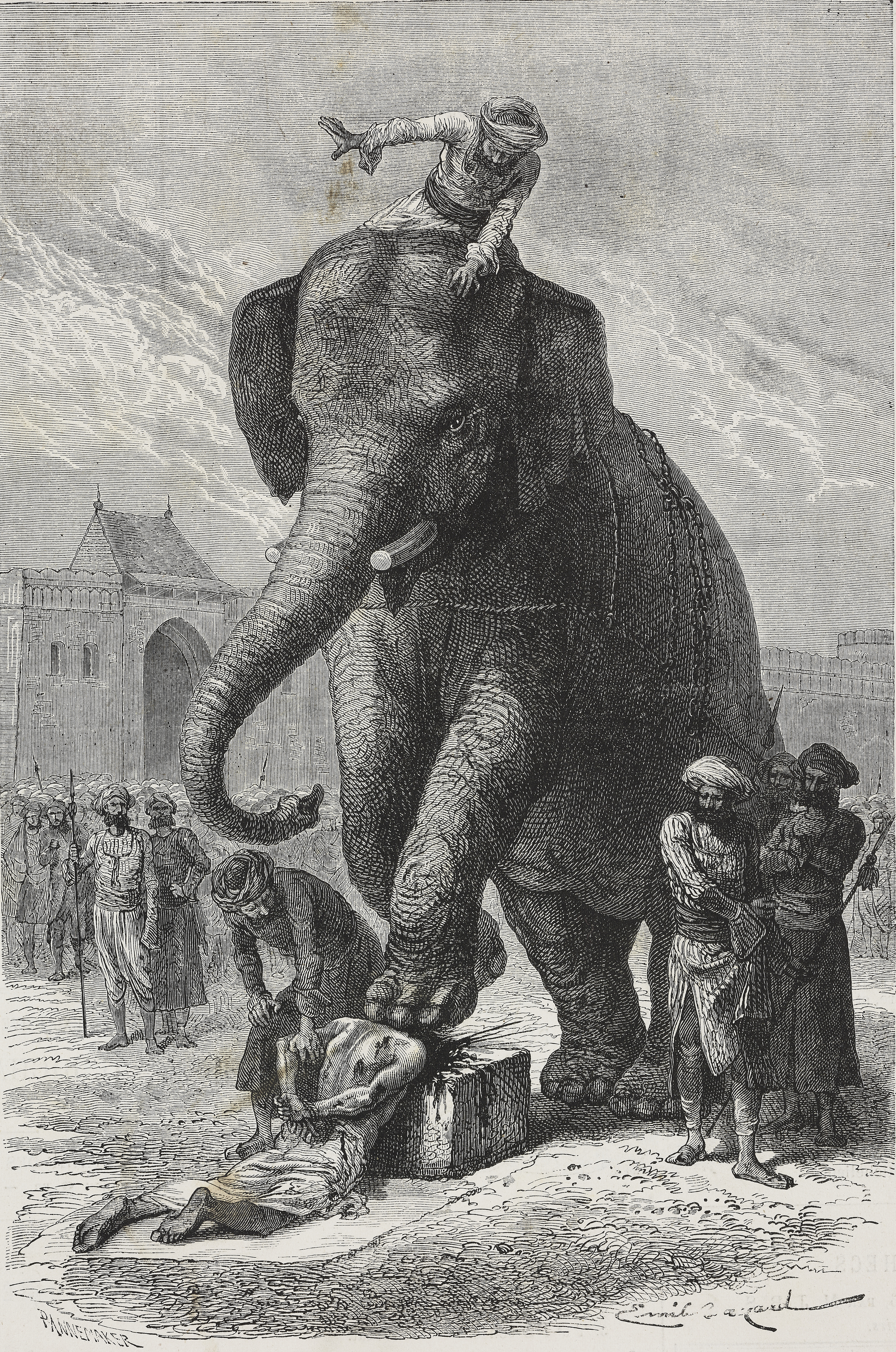
Rousselet va descriure aquesta execució a Le Tour du Monde el 1868.

Durant l'era de l'Imperi Mogol «era una forma habitual d'execució, en aquella època, manar a l'ofensor que se situés sota les potes d'un elefant». Han arribat moltes fonts que confirmen aquesta forma de procedir: el capità Alexander Hamilton, per exemple, descrivia en un escrit de 1727 com Xa Jahan, governant de l'imperi, va ordenar que un comandant militar fos dut «al Jardí dels Elefants i que hi fos executat per un elefant, la qual cosa es reconeixia com una mort terrible i vergonyant». L'emperador Humayun, per la seva banda, va ordenar que s'executés així un imam del qual es creia (sembla que erròniament) que es mostrava crític amb el seu regnat. Altres monarques, com l'emperador Jahangir, també van adoptar aquest tipus d'execució per al seu propi entreteniment; es diu que va ordenar que un bon nombre de criminals fossin aixafats amb aquest propòsit. En aquest cas, el viatger francès, que va ser testimoni de les execucions, recordava la seva tristesa en contemplar el plaer que l'emperador obtenia d'aquest càstig tan cruel. No obstant això, l'aixafament no era l'únic mètode utilitzat per l'Imperi Mogol: al sultanat de Delhi els elefants també s'entrenaven per tallar als presoners en trossos mitjançant l'ús de «fulles esmolades adherides als seus ullals».
Tot i així, els mogols no eren els únics que utilitzaven l'execució per elefant; durant el segle xviii la Confederació Maratha, rival dels mogols, també va usar aquest mètode d'execució. Shambhaji, per exemple, va ordenar aquesta forma d'execució per a una sèrie de conspiradors, incloent-hi l'oficial Anaji Datto, famós guerrer, conqueridor i cap de la regió de Kokan, a la fi del segle xvii. El maratha Sardar Santaji Ghorpade (1764-1794) va admetre tenir una debilitat per aquest tipus de càstig en particular i, davant de qualsevol petit error, sentenciava l'ofensor a morir aixafat sota les enormes potes del seu elefant reial. L'historiador contemporani Khafi Khan explica que «per una ofensa trivial, [Santaji] enviaria un home sota els peus d'un elefant».
Robert Kerr, escriptor de principis del segle xix, relata com el rei de Goa «manté una sèrie d'elefants per a l'execució de malfactors. Quan a un d'aquests se'l crida per despatxar un criminal, si el guardià vol que l'ofensor sigui destruït ràpidament, aquesta immensa criatura l'aixafarà instantàniament reduint-lo a àtoms sota els seus peus; si desitja torturar-lo, però, li trencarà els membres de forma successiva, com els homes es trenquen a la roda». El naturalista Georges-Louis Leclerc, comte de Buffon, citava aquesta flexibilitat de propòsit com a evidència que els elefants disposaven de «raonament humà, en lloc de simple instint natural». La majoria dels rajàs conservaven els elefants amb l'únic propòsit d'usar-los en les execucions per aixafament. D'altra banda, aquestes execucions sovint es feien en públic com a advertiment per qualsevol que s'atrevís a infringir les lleis. Molts dels elefants eren especialment grans: sovint pesaven més de nou tones. S'intentava que les execucions fossin espantoses, fins i tot repugnants; pels relats que han arribat, definitivament ho solien ser. Sovint es precedien de la tortura pública del condemnat pel mateix elefant que, en acabar, l'executaria. S'ha conservat un relat d'aquest tipus de tortura i execució a la ciutat de Baroda l'any 1814, que ha estat preservat al llibre The Percy Anecdotes.
| « | L'home era un esclau; dos dies abans havia assassinat el seu amo, germà d'un cap nadiu anomenat Amir Sahib. Al voltant de les onze es va portar l'elefant, amb només el conductor a la seva esquena, envoltat de nadius amb bambús a les mans. El criminal va ser col·locat tres iardes darrere, a terra, les seves cames lligades per tres cordes, que al seu torn estaven lligades a un anell a la pota dreta del darrere de l'animal. A cada pas que donava l'animal l'arrossegava cap endavant i cada vuit o deu passos li dislocava algun membre, de manera que quan l'elefant havia avançat unes cinc-centes iardes estaven ja tots solts i trencats. L'home, tot i que estava cobert de fang, mostrava encara signes de vida i semblava que passava pel pitjor dels turments. Després d'haver estat torturat d'aquesta forma al voltant d'una hora, se'l va portar fora de la ciutat, on l'elefant, que estava entrenat per aquest propòsit, va avançar marxa enrere i va posar la seva pota damunt del cap del criminal. | » |

L'ús d'elefants per a les execucions va continuar fins ben entrada la segona meitat del segle xix. Durant una expedició al centre de l'Índia el 1868, Louis Rousselet va descriure l'ús d'un elefant per executar un criminal. Va fer un esbós de l'execució, on es mostrava com l'inculpat era forçat a posar el seu cap sobre un pedestal i mantenir-l'hi mentre aquest era aixafat per la pota de l'elefant. De l'esbós es va fer una estampació del gravat i es va imprimir en la popular revista francesa de viatges i aventures Le Tour du Monde, així com en periòdics estrangers com el Harper's Weekly.
Al llarg dels segles xviii i xix era comú que les corts de justícia musulmana del sud de l'Àsia sentenciessin els seus convictes a l'execució per elefant. Amb el poder creixent de l'Imperi Britànic es van anar reduint de forma gradual i, eventualment, desaparegué. En un escrit de 1914, Eleanor Maddock va comentar que al Caixmir, des de l'arribada dels europeus, «molts dels antics costums estaven desapareixent - i un d'aquests era l'espantós costum d'executar als criminals mitjançant un elefant entrenat per a aquest propòsit i que es coneixia pel nom hereditari de 'Gunga Rao'».

### Sud-est asiàtic
En qualsevol cas, els indis no van monopolitzar aquest tipus d'execució, que també sembla haver estat usada àmpliament al sud-est asiàtic. Els elefants van poder ser usats per a les execucions a Myanmar des d'èpoques més antigues, igual que al regne de Txampa, a l'altre costat de la península d'Indoxina. A Siam els elefants s'entrenaven per llençar al condemnat enlaire abans de trepitjar-lo fins a la mort. El diari de John Crawfurd recull un altre mètode d'execució mitjançant l'ús d'un elefant, utilitzat al regne de la Cotxinxina (actualment el sud del Vietnam), on va servir com a missatger anglès el 1821:
| « | 10 de juliol -... Ongbo, el nostre guardià, ens va fer cridar i ens va informar que, el dia 12, onze lladres serien executats per l'elefant favorit de sa majestat. En aquestes ocasions, es lliga el criminal a un pal i l'elefant corre cap a ell i l'aixafa fins a la mort. | » |

## Imperis occidentals
Els romans, cartaginesos i macedonis van utilitzar durant molts segles els elefants amb finalitats militars (el cas més famós és el dels elefants d'Hanníbal) i, ocasionalment, per dur a terme execucions. La mort sota el peu d'un elefant era comuna pels desertors i presoners, així com pels criminals militars, segons els cronistes antics.
Perdicas d'Orèstia, que es va convertir en el regent del Regne de Macedònia després de la mort d'Alexandre el Gran el 323 aC, va fer que a la ciutat de Babilònia els amotinats de la facció de Meleagre fossin llençats als elefants per ser aixafats. L'escriptor romà Quint Curti Ruf relata els fets a la seva Historiae Alexandri Magni: «Perdicas va veure que [els amotinats] estaven paralitzats i a la seva mercè. Va apartar del cos principal 300 homes que havien seguit a Meleagre en el temps en què havia sortit de la primera trobada mantinguda després de la mort d'Alexandre i, davant dels ulls de tot l'exèrcit, els va llençar als elefants. Tots van ser trepitjats fins a la mort sota els peus de les bèsties...».
De forma semblant, l'escriptor romà Valeri Màxim va escriure com el general Luci Emili Paul·le Macedònic «després que el rei Perseu fos derrotat [el 167 aC], per la mateixa falta (deserció), va llençar els homes sota els elefants perquè fossin aixafats (...) I la disciplina militar necessita realment aquest tipus de càstig sever i brusc, ja que així és com la força de les armes es manté ferma i, aquesta disciplina, quan s'aparta del bon camí, serà subvertida».
Hi ha menys dades sobre la utilització d'elefants com a forma d'execució de la població civil. Un dels exemples és l'esmentat per Flavi Josep i el Deuteronomi, encara que la història és probablement apòcrifa: Al Tercer de Macabeus s'hi descriu un intent de Ptolemeu IV Filopàtor d'esclavitzar els jueus d'Egipte amb el símbol de Dionís. Com que la majoria de jueus s'hi van resistir, es diu que el rei els va envoltar perquè fossin executats per elefants. L'execució en massa finalment es va evitar, suposadament gràcies a la intervenció d'àngels, després de la qual Ptolemeu va adoptar un nou comportament més tolerant amb els seus súbdits jueus.